# Londres Machado
Londres Machado   (Rio Brilhante, 3 de febrer de 1942) és un polític brasiler de l'estat de Mato Grosso do Sul. És el polític en actiu amb més legislatures consecutives exercides del país, amb 11.

## Biografia
Va iniciar la seva vida política a la localitat de Fátima do Sul, on va ser escollit regidor l'any 1966. El 1970 es va presentar a les eleccions a l'Assemblea Legislativa de Mato Grosso, on va encadenar dos mandats de Diputat Estatal (Deputado Estadual).
Amb la segregació del Mato Grosso, l'any 1978 va optar al càrrec de Diputat Estatal de Mato Grosso do Sul. A més de ser elegit, va esdevenir president de l'Assemblea Constituent, encarregada de redactar la legislació del nou estat. En aquella legislatura, també va haver d'ocupar interinament el càrrec de Governador de l'estat, en dues ocasions.
Des de llavors, va anar enllaçant victòries en cadascuna de les eleccions legislatives de l'estat, fins a les de 2014. Aquell any, Machado va candidatar-se a la vicegovernadoria de l'estat, fent parella amb Delcídio do Amaral, però van perdre el segon torn contra els candidats del PSDB, Reinaldo Azambuja i Rose Modesto. La plaça que va deixar vacant a les llistes de l'Assemblea Legislativa la va ocupar la seva filla, Grazielle Machado, qui aconseguiria el millor resultat d'una dona a les legislatives sulmatogrossenses.
Amb aquesta derrota, la primera de la seva carrera política, va finalitzar una ratxa d'onze legislatures consecutives ocupant un escó de diputat estatal. No obstant, quatre anys després, en les eleccions de 2018, va reaparèixer i va obtenir de nou un escó de diputat, fet que va repetir en les eleccions de 2022. Així, Machado acumula 13 cicles com a diputat: les dues primeres a Mato Grosso i onze més a Mato Grosso do Sul, amb una única absència.
En aquests anys, el polític ha anat canviant de partit, en un espectre que abraça del centreesquerra a la dreta conservadora: ARENA, PDS, PFL, PST, PSDB, PL, PR, PSD i PP.